# Urotheca guentheri
Urotheca guentheri — вид змій родини полозових (Colubridae). Мешкає в Центральній Америці. Вид названий на честь британського зоолога Альберта Гюнтера.

## Поширення і екологія
Urotheca guentheri мешкають на карибських схилах Центральної Америки від північно-східного Гондурасу до північно-західної Панами та на тихоокеанських схилах від південно-західної Коста-Рики до південно-західної Панами. Вони живуть у вологих рівнинних і гірських тропічних лісах, на висоті від 25 до 1800 м над рівнем моря. Живляться переважно амфібіями, відкладають яйця.